# Mine de Jankowice
 (mars 2025).
La mine de Jankowice est une mine souterraine de charbon située en Pologne. En 2013, la mine est encore en activité.